# Revolution 1848/1849 im Herzogtum Braunschweig
Im Herzogtum Braunschweig führte die Revolution von 1848/1849 zu einer teilweise erneuerten Regierung, zur Pressefreiheit und zu einigen weiteren Reformen. Allerdings waren durch die Revolution von 1830 und die darauf folgenden Reformen viele Wünsche der Bevölkerung, vor allem des Bürgertums, bereits erfüllt. Impulse für die Revolution von 1848 in Braunschweig kamen in erster Linie aus Berlin; das Herzogtum entsandte auch eher gemäßigte Vertreter in die Frankfurter Nationalversammlung.
Der Herzog ließ sich von Preußen beraten, musste aber auf Anraten seiner Regierung der Revolution mehr entgegenkommen als ihm recht war. Braunschweig nahm 1849 die Frankfurter Reichsverfassung an, danach folgte es der Unionspolitik Preußens von 1849/1850, einen kleindeutschen Bundesstaat auf konservativerer Grundlage zu errichten. Die Reaktion in Braunschweig verlief milder als anderswo.

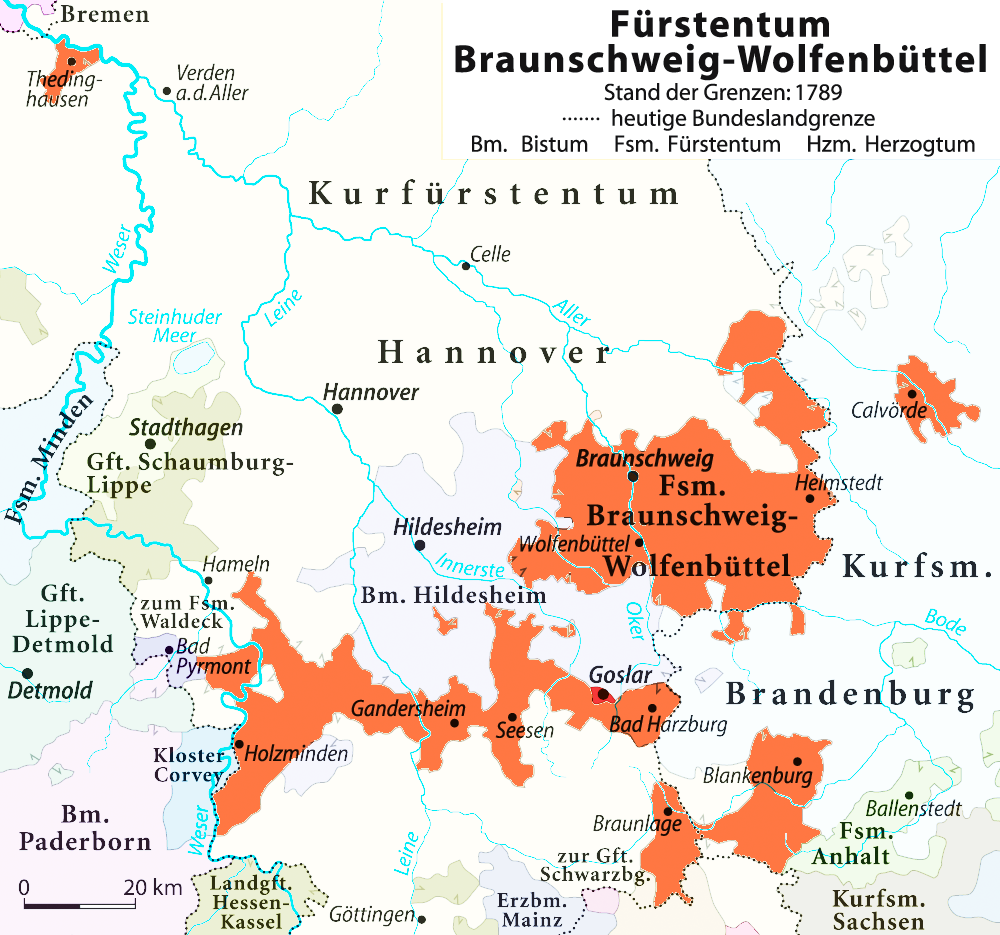
Fürstentum Braunschweig-Wolfenbüttel, 1789. Nach der französischen Zeit wurde der Staat in seinen alten Grenzen wiederhergestellt.

Das Herzogtum Braunschweig auf einer Karte von 1839, braun umrändert

## Ausgangslage

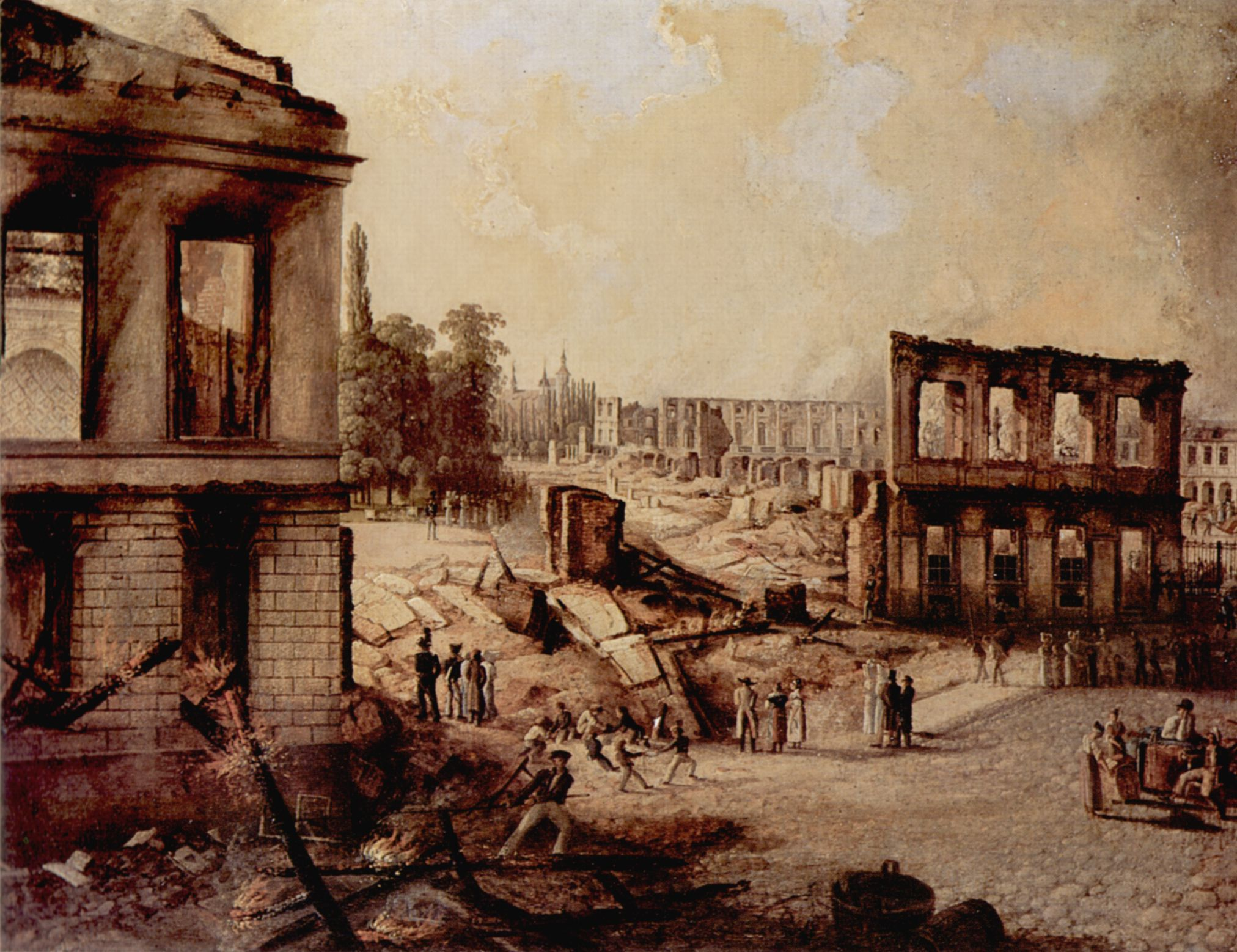
Ruinen des Braunschweiger Schlosses nach dem Aufstand von 1830

Der eigensinnige und despotische Herzog Karl II. hatte viel Unmut über sich gebracht. Als in Paris 1830 die Julirevolution ausbrach, wurde im Herzogtum Braunschweig nicht nur eine (neue) Verfassung eingeführt, wie in einigen anderen deutschen Staaten, sondern der Herzog wurde beim Braunschweiger Volksaufstand am 7. September 1830 spektakulär vertrieben. Gerhard Schildt: „Hier ereignete sich die einzige deutsche Revolution des 19. Jahrhunderts, die, gemessen an ihren Zielen, völlig erfolgreich war.“
Karls Bruder Wilhelm herrschte zwar anschließend als Herzog, doch galten die Erbansprüche von Karls etwaigen Nachkommen weiter. Dies erschwerte es Wilhelm, eine ebenbürtige Gemahlin zu finden. Die eigentlichen Sieger von 1831 waren die Minister Werner von Veltheim, Friedrich Schulz und Wilhelm von Schleinitz. Im Jahr 1832 setzten sie mit der Neuen Landschaftsordnung eine relativ moderne Verfassung durch.
Wenn auch die Bevölkerung durch die Ereignisse von 1830/1831 bereits stark politisiert worden war, so schränkten die Pressegesetze des Deutschen Bundes das politische Leben in Braunschweig stark ein. Herzog Wilhelm war konservativ und nur zu wenigen Zugeständnissen bereit; er ließ seiner Regierung aber genügend Raum für die unvermeidbaren Anpassungen an die Zeit. Die Liberalen in der Ständeversammlung (dem Parlament) waren in der Minderheit; bis 1848 tagte die Ständeversammlung nicht öffentlich. Erst Anfang der 1840er Jahre trat Braunschweig dem Deutschen Zollverein bei; dass das benachbarte Hannover bis 1854 einem anderen Zollgebiet, dem Steuerverein, angehörte, schadete Braunschweig wirtschaftlich ungemein.

## Ablauf der Revolution

### Märzforderungen und Unruhen
Am 28. Februar 1848 erfuhr man in Braunschweig von der Revolution in Paris. Der Bürgerverein wählte einen neuen, energischeren Vorsitzenden, den Anwalt Egmont Lucius, und überreichte am 4. März dem Herzog eine Reihe von Forderungen:
- Das Volk sollte allgemein bewaffnet werden.
- Die Sitzungen der Ständeversammlung, der Abgeordnetenversammlungen, die Magistratssitzungen und Gerichtsverhandlungen im Herzogtum sollen öffentlich sein.
- Pressefreiheit, Abschaffung der Zensur.
- Eine Vertretung der Völker im Deutschen Bund, nicht nur der Fürsten.
- Wirtschaftliche Einheit für ganz Deutschland.

In den folgenden Tagen kam es zu einem Gesuch des Stadtmagistrats von Braunschweig und Petitionen aus Helmstedt und Wolfenbüttel mit ähnlichen Forderungen. Die Helmstedter forderten auch die Abschaffung des ungleichen Wahlrechts, das die Höchstbesteuerten begünstigte, obwohl unter diesen nicht immer die Tüchtigsten und Fähigsten zu finden seien. Die Wolfenbütteler wollten ferner, dass das Militär auf die Verfassung vereidigt würde. Herzog Wilhelm antwortete ausweichend. Das Verlangen nach einem Reichsparlament lehnte er als unausführbar ab.
In Preußen und Hannover blieb die Unterdrückung bis zum 13. März intakt, Bewegung kam zunächst politisch vom Süden her, beispielsweise durch die Heidelberger Versammlung der 51 vom 5. März. Die Braunschweiger übernahmen deren außenpolitische Vorstellungen und stellten in einer Bürgerversammlung am 9. März Grundsätze für eine allgemeine Volksbewaffnung auf. Die Volkswehr sollte jährlich gewählte Offiziere haben, um eine Aristokratie zu verhindern. Sie sollte auf Dauer angelegt sein und durch die Verfassung geschützt werden.
Die Regierung kündigte an, die Stände zum 25. April zusammentreten zu lassen und schlug Gesetze für die Pressefreiheit sowie die Öffentlichkeit von Sitzungen vor. Über die Volksbewaffnung solle es eine Mitteilung der Regierung geben. Die Bevölkerung sah hierin eine Verzögerungstaktik. Für weitere Unruhe sorgte die Nachfolgefrage des Braunschweiger Stadtdirektors: Der greise Amtsinhaber wollte nach 48 Dienstjahren zurücktreten. Gegen den Kandidaten führender Mitglieder der Ständeversammlung stand der linksliberale Abgeordnete August Hollandt auf, dessen Bruder Major der Bürgergarde war. Sein Gegenkandidat erhielt eine anonyme Morddrohung.
Das Hauptinstrument der Unterschicht (Häuslinge, Tagelöhner) waren Petitionen an die Behörden, vor allem mit Forderungen nach Pachtland zu subventionierten Pachtpreisen. Dies wäre letzten Endes eine Bodenreform gewesen, bei der die formalen Eigentümer nicht mehr über ihren Grund verfügen könnten und dabei einen Pachtpreis unter Marktwert erhalten hätten. Die Regierung sah die Notwendigkeit, einer sozialen Revolution entgegenzukommen, wollte aber auch nicht das Eigentumsrecht antasten und beließ es daher bei eindringlichen Appellen an die Grundbesitzer zu verpachten. Die Häuslinge beteuerten ihre konservative Gesinnung und vertrauten der Regierung, solange die Pachtfrage noch offen war. Auf Seiten des Herzogs sahen sich vor allem die Bauern, die gern gesehen hätten, dass man die Unruhen mit Waffengewalt unterdrückt. Die in der Regel gegenrevolutionär eingestellten Landbewohner machten mindestens 70 Prozent der Gesamtbevölkerung aus.

### Neue Regierung und Zugeständnisse
Werner von Veltheim, der an der Spitze der Regierung stand, trat am 16. März 1848 zurück. Der neue Minister Johann Georg Christian von Koch musste bereits nach zwei Tagen zurücktreten, da er seinerzeit die legitimistischen Anhänger Herzog Karls verfolgt und Fehler in den Zollverhandlungen mit Hannover begangen hatte. Der in Wolfenbüttel populäre Bürgerwehrführer Gustav Langerfeldt lehnte es ab, Minister zu werden, weil Herzog Wilhelm es ablehnte, Minister Schulz zu entlassen. Schließlich wurde der liberal eingestellte Finanzdirektor August von Geyso Regierungsmitglied.
Die neue Regierung berief die Ständeversammlung schon zum 31. März 1848 zusammen. Der Herzog dankte der Bürgergarde, dass diese zur Eindämmung der Unruhen beigetragen hatte, und entließ den kommandierenden General der regulären Truppen, Gustav von Normann, der angeblich schweres Geschütz gegen die Aufständischen gefordert hatte.
Durch die teils gewalttätigen Ereignisse in Wien und Berlin glaubte die Braunschweigische Regierung, nur durch große Nachgiebigkeit ähnlichen Aufruhr vermeiden zu können. Die Bürgerwehr patrouillierte in den Straßen, das Militär wurde in den Kasernen zusammengezogen. Am 19. März 1848 machte die Regierung die Zugeständnisse des preußischen Königs (Pressefreiheit, deutscher Bundesstaat) bekannt und schloss sich ihnen an. Die begeisterte Bevölkerung ließ den Herzog hochleben, eine für diesen Tag geplante Volksversammlung gemeinsam mit den Wolfenbüttlern wurde abgesagt, da es dazu keinen Anlass mehr gäbe. Die Wolfenbüttler Bürgergarde verhinderte, dass ein Volkshaufen Gefangene aus der Strafanstalt befreite. Die eintretenden Nachrichten von den Gewalttaten in Berlin wurden in einer Volksversammlung am 21. März 1848 sachlich wiedergegeben. Überall war Schwarz-Rot-Gold zu sehen, auch auf dem Braunschweiger Residenzschloss.

Herzog Wilhelm von Braunschweig

Herzog Wilhelm folgte seinem gesamten Truppenkontingent im April nach Schleswig-Holstein, um die dortige deutsche Bevölkerung gegen den dänischen König zu unterstützen. Er war einer der wenigen deutschen Monarchen, die den Kriegsschauplatz sahen; damit wollte er den Händeln in der Heimat entgehen, um die sich Minister Schleinitz kümmern sollte. Als am 11. April 1848 in Braunschweig Niederlagen in Schleswig-Holstein bekannt wurden, drängten die Bürger die Ständeversammlung zu einer raschen Bewilligung von 240.000 Talern für die Kriegsführung, was auch geschah.

### Reformen
Das Herzogtum Braunschweig hatte, typisch für einen Kleinstaat, ein Parlament mit nur einer Kammer, in der die ständischen Elemente integriert waren, die in größeren Staaten eine eigene Kammer hatten. Die Neue Landschaftsordnung bzw. das Wahlgesetz vom 6. Oktober 1832 sah vor: Männer durften wählen, wenn sie über 25 Jahre alt waren, wenn sie eine direkte Steuer zahlten und das Bürgerrecht innehatten (in den Städten; auf dem platten Land galt entsprechend das Freisassenrecht o. ä.). Sie wählten Wahlmänner, die dann die eigentlichen Abgeordneten bestimmten; Wahlmänner und Abgeordnete mussten Höchstbesteuerte sein. 16 Abgeordnete wurden von Wahlmännern eingesetzt, von diesen 16 mussten sechs höhere Geistliche sein. Hinzu wählten die Ritterschaft 10, die Städte 12 und das platte Land 10 Abgeordnete.
Der außerordentliche Landtag, der zum 31. März 1848 einberufen wurde, verabschiedete unter anderem eine provisorische Wahlordnung für eine Landesversammlung, die die Verfassung ändern und ein endgültiges Wahlgesetz beschließen sollte. Das Wahlrecht war nun insgesamt direkt (ohne Wahlmänner) und ohne Vorrechte für Geistliche. 10 städtische und 16 ländliche Bezirke wählten je zwei Abgeordnete, von denen je einer den Höchstbesteuerten angehören musste (die Reichen behielten also ein Privileg); hinzu kamen zwei ländliche Bezirke mit je einem Abgeordneten (54 insgesamt). Wählen und gewählt werden durften alle männlichen Einwohner des Landes, die über 25 Jahre alt waren, unbescholten und ohne Unterstützung von Armenmitteln.
Die Landesversammlung wurde am 18. Dezember 1848 eröffnet. Die Mehrheit war gemäßigt-liberal, die Minderheit linksliberal oder gemäßigt-links. Neben einer Reform des Justizwesens und der Gemeindeordnung gehörte auch eine Neufassung des Wahlgesetzes (22. und 23. November 1851) zu den Ergebnissen. Im Sinne der Reaktion wurden wieder ständische Elemente eingeführt und die Reichen weiter bevorteilt. Demnach wählten die Stadtgemeinden 10 Abgeordnete, die Landgemeinden 12, die Höchstbesteuerten 21 und die evangelische Geistlichkeit drei Abgeordnete. Dabei gab es Sonderbestimmungen für die Wahlgremien, unter anderem mit einem Dreiklassenwahlrecht in den Städten. Strenger wurde ferner das passive Wahlrecht geregelt, mit einer Anhebung des Mindestalters auf 30 Jahre und einem Mindestaufenthalt im Lande von 12 Monaten. Dieses Wahlrecht blieb in Braunschweig im Wesentlichen bis 1899 in Kraft.

## Frankfurter Reichsinstitutionen 1848/1849

### Vorparlament und Wahlen zur Nationalversammlung
Frühere und aktuelle Mitglieder von deutschen Landtagen wurden zu einer Beratung in Frankfurt am Main eingeladen, dem so genannten Vorparlament vom 31. März bis zum 2. April 1848. Aus Braunschweig kamen die Abgeordneten Eduard Trieps, Hollandt und Aßmann sowie der rechtsliberale Pastor Carl Heinrich Jürgens aus Stadtoldendorf. Im Fünfzigerausschuss tat sich Jürgens beim Entgegentreten der radikalen Linken hervor.
Am 11. April verkündete die Braunschweigische Ständeversammlung ein Gesetz über die Wahlen zur Frankfurter Nationalversammlung. Das aktive Wahlrecht hatte demzufolge jeder Einwohner des Landes Braunschweig, der mindestens 25 Jahre alt war und keine Unterstützung aus den öffentlichen Armenanstalten erhielt. Die Wahl war indirekt; je 500 Einwohner gab es einen Wahlmann. Gewählt werden konnte auch, wer in einem anderen deutschen Staat seinen Wohnsitz hatte. Da es im Lande noch keine unterschiedlichen Parteien gab, konnte sich nur Chancen ausrechnen, wer bereits im öffentlichen Leben bekannt war.

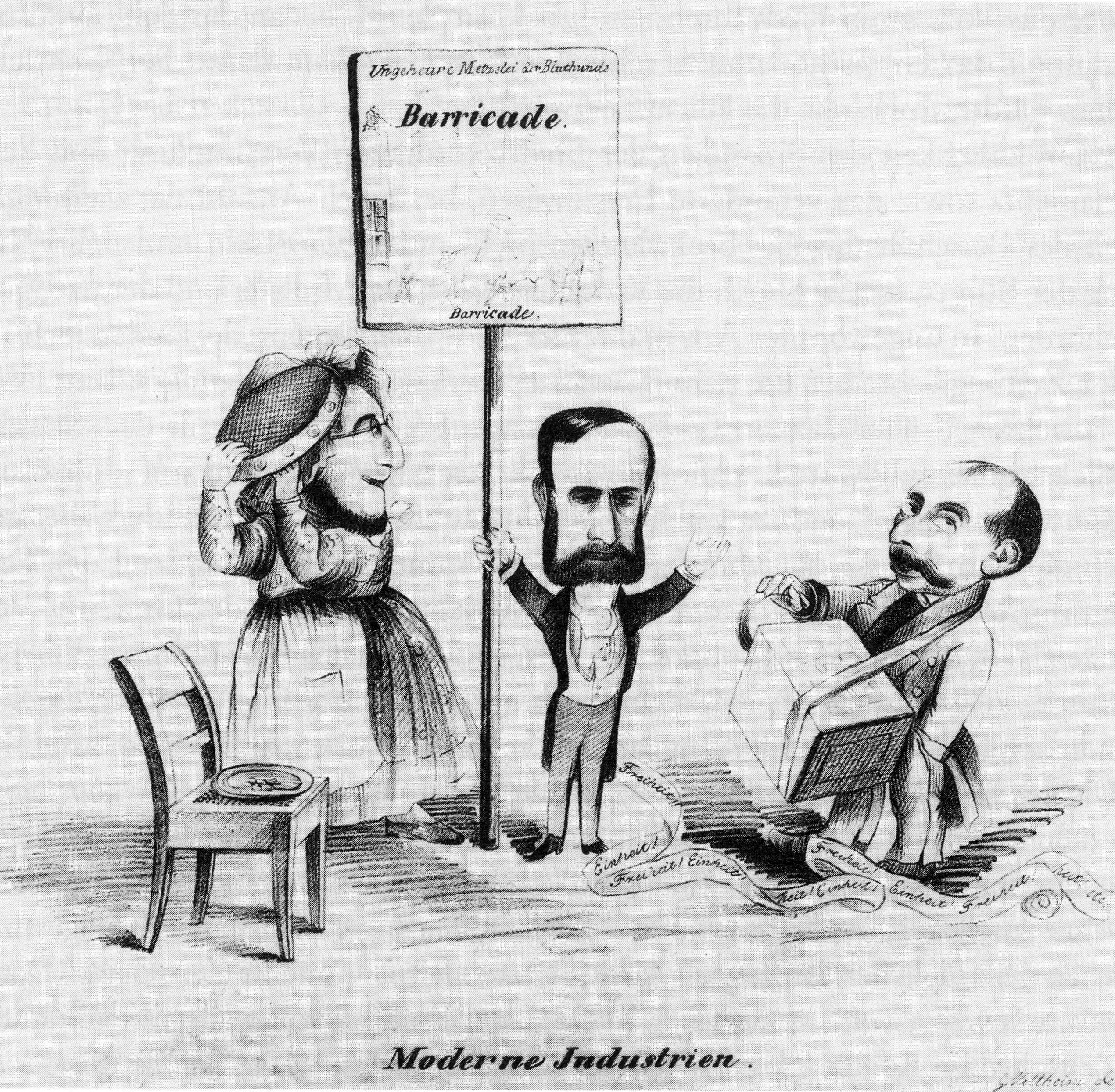
Anfang Mai 1848, anlässlich des Wahlergebnisses zur Frankfurter Nationalversammlung: Karikatur von Hans von Veltheim über die zur Linken neigenden Aronheim, Hollandt und Lucius („Ungeheure Metzelei der Bluthunde, Barrikade“).

Die Kandidaten empfahlen sich in der Regel selbst. So schrieb August Hollandt über sich am 20. April 1848, er strebe für Deutschland eine konstitutionelle Monarchie an. Die Einführung der Republik gegen die Mehrzahl der Deutschen würde „zu schweren Kämpfen führen, welche leicht unsere schönen Hoffnungen auf Einheit und Macht in leere Träume verwandeln könnten.“ Als geeignet wurden ferner Aßmann, von Campe, Trieps, Aronheim, von Cramm, Jürgens, Langerfeldt, Räcke und Vieweg gehandelt. Die Rechtsliberalen unterstützten Hofrat Liebe.

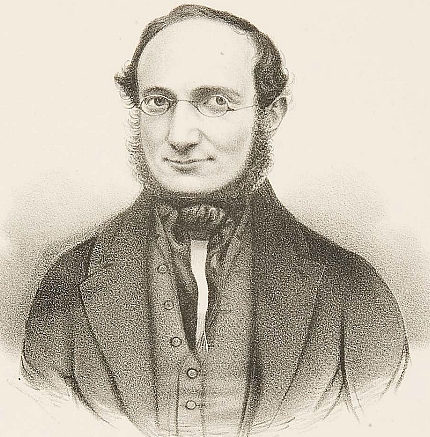
Der Rechtsanwalt und Demokrat Adolf Aronheim, erster jüdischer Abgeordneter in der Braunschweigischen Landesversammlung, sah sich während der Revolution auch antisemitischen Angriffen ausgesetzt.

Doch zum ersten Wahlbezirk gehörte nicht nur die Stadt, sondern auch der Landkreis Braunschweig. Die Wahlmänner der Bauern erinnerten sich an Äußerungen der Rechtsliberalen über die politische Unreife des Volkes. Daher verhalfen sie dem Linksliberalen Hollandt zur überraschenden Wahl. Der Weserkreis wählte ebenfalls einen eher linken Kandidaten, Friedrich Stolle, Wolfenbüttel-Schöppenstedt und Helmstedt hingegen die Rechtsliberalen Gustav Langerfeldt und Carl Jürgens. Daraufhin hieß es in der Zeitung für das deutsche Volk, Hollandt sei wegen seiner Popularität, nicht wegen seiner Befähigung gewählt worden. Hans von Veltheim veröffentlichte eine Karikatur, wogegen eine anonyme Extrabeilage des Volksfreundes erschien, die sich über die Verunglimpfung der Linksliberalen und des Volkes ereiferte. Am 30. April sorgte eine Menschenmenge vor der Kunsthandlung dafür, dass die Karikatur aus dem Fenster entfernt wurde, dann warf sie die Fenster von Veltheims Wohnung ein.

### Frankfurter Abgeordnete aus Braunschweig
In der Nationalversammlung schloss Jürgens sich erst dem rechtsliberalen Casino, dann den großdeutschen Rechten im Pariser Hof an. Er befürwortete einen ausgeprägten Föderalismus und eine Einbeziehung der Regierungen der Einzelstaaten in die Verfassungsarbeiten. Mit seiner Polemik gegen Gemäßigte schuf er sich viele Feinde. Jürgens gehörte dem wichtigen Verfassungsausschuss und auch dem Zentralwahlausschuss an. Der ruhige Beamte Langerfeldt hingegen blieb in der Casino-Fraktion, wo er dem Fraktionsvorstand angehörte. Der Kleindeutsche engagierte sich für ein Deutschland unter preußischer Führung. Ende 1849 trat er in die Braunschweigische Regierung ein.
Hollandt schloss sich den Linksliberalen an und wurde in den Arbeiter-, Gewerbs- und Handelsausschuss gewählt. Später wurde er Schriftführer in diesem Ausschuss. Er trat zwar für die Monarchie, aber auch für Volkssouveränität und eine starke Reichsgewalt ein. Ebenfalls auf dem linken Flügel stand Stolle, der die ärmsten Gebiete Braunschweigs vertrat. Stolle war ein eher zurückhaltender Mensch, der sich in der Nationalversammlung nicht wohlfühlte. An seiner Stelle wurde im Dezember 1848 Finanzdirektor Wilhelm Erdmann Florian von Thielau in die Nationalversammlung gewählt, der sich dem Casino anschloss.
Etwa 900 Braunschweiger Gesellen aus 24 Handwerksberufen sandten am 9. August 1848 eine Petition an die Nationalversammlung. Sie beschwerten sich, nicht zum Frankfurter Handwerkerkongress eingeladen worden zu sein, und verlangten, dass ein Gewerbekongress einberufen werde.

### Zentralgewalt
Der Rechtsliberale Friedrich Liebe, der bei der Wahl zur Nationalversammlung in seinem Wahlbezirk August Hollandt unterlegen war, blieb politisch aktiv. Die Regierung entsandte ihn am 30. April 1848 als Legationsrat zum Deutschen Bund, um Braunschweig zu vertreten. Liebe sah die Mängel des Bundestages und wollte den Bund reformieren, etwa indem Beschlüsse nicht mehr einstimmig getroffen werden mussten. Liebes Vorschlag, den Bundestag als Oberhaus (oder Staatenhaus) neben der Nationalversammlung (als Unterhaus) zu belassen, hätte der Entwicklung eine bessere Wendung geben könne, so der Verfassungshistoriker Jörg-Detlef Kühne. Im Juni 1848 schuf die Nationalversammlung eine deutsche Zentralgewalt, die Liebe als einer der ersten Vertreter eines Gliedstaates anerkannte. Am 27. Juli ernannte die Braunschweigische Regierung Liebe zum Bevollmächtigten bei der Zentralgewalt.
Liebe war auch für die Zentralgewalt tätig, als Reichsbevollmächtigter in den Niederlanden. Ein geschickter Vermittler war nötig, um den Konflikt um Niederländisch-Limburg zu schlichten, das einerseits eine niederländische Provinz, andererseits ein Gliedstaat des Deutschen Bundes war. Im August überreichte Liebe dem niederländischen König seine Beglaubigung. Die unergiebige Mission überzeugte Liebe davon, dass die Zentralgewalt für ihre eigene Stärkung mehr mit den Regierungen der Einzelstaaten zusammenarbeiten müsse. Stattdessen sah er den Abstand zwischen beiden größer werden.

### Militärpolitik und Huldigungserlass
Das Herzogtum folgte einem Beschluss der Nationalversammlung vom 15. Juli 1848, dass die Stärke der Kontingente insgesamt zwei Prozent der Landesbevölkerung betragen solle. Am 14. April 1848 verfügte der Herzog eine Erhöhung von 2445 auf 5380 Mann. Die Hälfte davon sollte aber aus der Landwehr bestehen: Ihre Mitglieder wurden nur acht Wochen ausgebildet und wurden nur im Kriegsfall mobilisiert. Die aktiven Streitkräfte wurden so lediglich um 245 verstärkt.
Am 9. November 1848 beschloss die Nationalversammlung, dass Staaten mit weniger als 6000 Mann in ihrem Kontingent die militärische Selbstständigkeit verlören. Sie sollten ihr Kontingent einem größeren Staat unterordnen. Selbst die formelle Mannstärke der Braunschweiger blieb darunter. Herzog Wilhelm lehnte eine Unterordnung ab und versuchte seine Truppen mit denen von Lippe-Detmold, Schaumburg-Lippe und Waldeck zu verschmelzen. Die Verhandlungen scheiterten, und Braunschweig schloss eine Militärkonvention mit Preußen ab. Die Konvention vom 1. April 1850 wurde von Braunschweig allerdings unzureichend nachgelebt und stand im Widerspruch zur Kriegsverfassung des Deutschen Bundes. Am 16. September 1854 wurde sie unwirksam, zur Genugtuung Braunschweigs.
Der Reichskriegsminister bestimmte, dass zum 6. August alle Truppen im Reich dem Reichsverweser huldigen sollten. Herzog Wilhelm lehnte diesen Huldigungserlass strikt ab und sah sich durch Beratungen mit Preußen und Hannover in seiner Haltung bestätigt. Die Bevölkerung in Braunschweig reagierte bitter, dennoch konnten mehrere Deputationen den Herzog nicht umstimmen. Erst am 5. August gelang es der Regierung, den Herzog zum Einlenken zu bewegen. Das Militär und die Bürgerwehr rückten tags darauf auf den großen Exerzierplatz und brachten dem Reichsverweser ein Hurra. Der Herzog erschien, verriet aber durch seine Miene seinen Widerwillen.

### Reichsverfassung
Bevollmächtigter Friedrich Liebe hatte zwar Bedenken gegen die Person Friedrich Wilhelms IV., vertrat aber die kleindeutsch-preußische Linie. Die Reichsverfassung vom 28. März 1849 hielt er für schwach. Doch die Braunschweigische Bevölkerung wünschte sich ein Deutsches Reich, daher empfahl Liebe der Regierung, die Reichsverfassung anzuerkennen. Das beruhige die öffentliche Meinung. Schließlich würden die meisten Staaten sie sowieso ablehnen. Minister Schleinitz aber stimmte zu, gerade weil er die Verfassung durchaus für geeignet hielt, das Ziel des deutschen Nationalstaats zu erreichen. Trotz der preußischen Ablehnung blieb Braunschweig der Nationalversammlung treu.
Der Herzog von Braunschweig erkannte zwar die Reichsverfassung an, äußerte aber Bedenken, seine Truppen, großteils in Schleswig-Holstein, auf die Verfassung vereidigen zu lassen. Auf Anfrage riet ihm das preußische Außenministerium, die Vereidigung zu ignorieren, da es keine entsprechende Anordnung der Zentralgewalt gäbe. Als Ende Mai die Radikalen in der Ständeversammlung die Vereidigung forderten, wurde der Antrag mit 42 zu acht Stimmen abgelehnt.
In Abstimmung mit Preußen schrieb die Braunschweigische Regierung vom 16. Mai 1849 den anderen deutschen Staaten, die die Reichsverfassung anerkannt hatten, sie sollten in der Verfassungsfrage gemeinschaftlich unter der Führung Württembergs auftreten, auf die Wahl des Reichstags hinwirken und sich über Verfassungsänderungen verständigen. Das Schreiben konnte nichts bewirken, außer dass die Braunschweigische Regierung der eigenen Bevölkerung zeigte, dass sie am Ziel der deutschen Einheit festhalte.

## Erfurter Union 1849/1850
Preußen startete im Mai 1849, noch während es die Nationalversammlung aktiv bekämpfte, einen neuen Einigungsversuch. Der Bevollmächtigte Friedrich Liebe verließ Frankfurt am 7. Juni 1849. Braunschweig schloss, trotz Protesten aus Hannover, eine Militärkonvention mit Preußen, weil Preußen als Partner dabei gesehen wurde, die Mediatisierung der Kleinstaaten zu verhindern. Das Land beteiligte sich auch an der Erfurter Union.
Im August 1849 behandelte die Ständeversammlung die Frage, ob Braunschweig sich dem Dreikönigsbündnis vom Mai anschließen sollte, das unter preußischer Führung die später so genannte Erfurter Union anstrebte. Die Regierung hatte die Ständeversammlung gebeten, durch eine Kommission eine Abstimmung darüber vorzubereiten. Am 9. August empfahl die Mehrheit der Kommission einen Beitritt zum Dreikönigsbündnis. Eine Minderheit um Hollandt und Aronheim lehnte den Beitritt ab, da Braunschweig an die Frankfurter Reichsverfassung gebunden sei. Die Ständeversammlung stimmte am 11. August mit 31 zu 21 Stimmen zu, woraufhin einige linkere Abgeordnete um Aronheim ihre Mandate niederlegten.
Das Herzogtum war, entsprechend dem Mehrheitsbeschluss, im Erfurter Unionsparlament von 1850 vertreten. Die Regierung entsandte Wilhelm von Schleinitz und die Ständeversammlung Johann Wilhelm Oesterreich in das Staatenhaus. In das Volkshaus wählten die Braunschweiger nach Dreiklassenwahlrecht: Eduard Vieweg (1. Wahlbezirk, Braunschweig), Gustav Langerfeldt (2. Wahlbezirk, Schöningen) und Wilhelm von Thielau (3. Wahlbezirk, Eschershausen). Alle fünf Parlamentarier aus dem Herzogtum Braunschweig gehörten der liberal-konstitutionellen Bahnhofspartei an, wie die Mehrheit in beiden Häusern des Parlaments.
Friedrich Liebe hatte kandidieren wollen, doch seine Regierung sah ihn als Regierungsvertreter vor. Das Exekutivorgan der Union, der Verwaltungsrat, wählte ihn dann als einen von vier Bevollmächtigten, die die Regierungen der Einzelstaaten gegenüber dem Parlament vertraten. Liebe sollte die Kontakte zum Staatenhaus pflegen.
Der Konflikt zwischen Preußen und Österreich spitzte sich zu; Braunschweig folgte Preußen und entsandte Schleinitz zu einem Fürstenkongress in Berlin (wo Liebe Lippe-Detmold und Waldeck vertrat). Die Mittelstaaten und vor allem Österreich, das von Russland unterstützt wurde, sorgten schließlich aber für ein Scheitern der Union, ebenso wie die wankelmütige Haltung des preußischen Königs. Braunschweigische Politiker wie von Geyso und Langerfeldt, und auch der Herzog, verloren das Vertrauen in die Union. Schließlich wurde der Deutsche Bund wiederhergestellt.

## Einzelaspekte der Revolution

### Versammlungsdemokratie und Aktionen
Während der Revolution gab es fast jeden Abend Volksversammlungen, sowohl der Vaterländische als auch der Volksverein trafen sich im Saal des Medizinischen Gartens. Er lag auf dem Gelände, auf dem die Apotheker ihre Heilkräuter angepflanzt hatten und wo später die Braunschweiger Oberpostdirektion stand.
Auf einer Volksversammlung am 16. März wurde wieder die Volksbewaffnung gefordert; während dieser Versammlung glaubte die Menge einen Spion der Gegenseite entdeckt zu haben, der zusammengeschlagen wurde. In der Folge zog ein Volkshaufen von jungen Burschen, Lehrlingen und Handlangern zum Haus des unbeliebten Stadtrats Mack und demolierte es. Maskierte im Hintergrund feuerten den Volkshaufen an. In diesen Tagen gab es mehrere Versammlungen und Angriffe gegen missliebige Bürger. Die Regierung scheute sich, das Militär einzusetzen, weil dies zu noch größerer Unzufriedenheit hätte führen können.
Es war die Volkswehr, die an jenem Abend Schlimmeres verhinderte. Ähnliches ereignete sich an den folgenden Tagen. Die Aufrührer deckten mehrere Häuser ab und bewarfen die Volkswehr von oben mit Dachziegeln. Es gelang schließlich, mehrere Aufrührer zu verhaften und im Kloster einzusperren. Der zeitgenössische Journalist Eduard Heusinger kommentierte:

„Keinem dieser Straßenkämpfe lag ein politischer Zweck zum Grunde. Sie waren nie auf öffentliche Gebäude oder auf Staatseigenthum gerichtet. Es waren größtenteils Demonstrationen gegen Personen, deren Aeußerlichkeit dem Volke mißfällig war.“

Am 3. April fand auf dem Braunschweiger Burgplatz eine Kundgebung der Zünfte und Gewerke mit 5000 Personen statt, die eine Wahlreform verlangte und zum Kammergebäude zog. Dort wurde die Masse von der Bürgerwehr aufgehalten, die gewalttätige Handlungen im Keim zu ersticken androhte. Eine kleine Abordnung wurde zugelassen und erhielt als Antwort von der Ständeversammlung, dass eine Wahlreform erwogen werde. Trotzdem gingen die Handwerker geschlossen und friedlich wieder zurück zu ihren Herbergen. Im April regelten dann Gesetze die Öffentlichkeit der Sitzungen von Ständeversammlung und anderen Gremien. Am 4. Mai kam es zur Verkündung eines Gesetzes über die Pressefreiheit, am 22. August schließlich zu einem vorläufigen Gesetz über die Volkswehren.

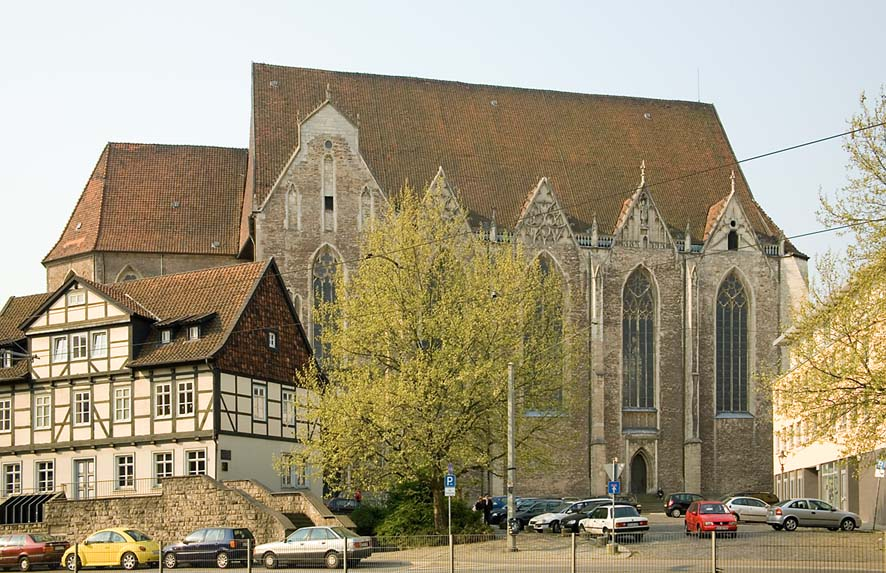
Aegidienkirche in Braunschweig

Eine Totenfeier für die Märzgefallenen, die Opfer der revolutionären Ereignisse in Berlin, zeigte die Verbundenheit der Menschen in Deutschland miteinander, auch in Braunschweig. Im Chor der Braunschweiger Aegidienkirche war Ende März ein schwarzer Katafalk aufgestellt, mit Kerzen und Ätherflammen. Tausende von Menschen nahmen vor der dicht gefüllten Kirche Anteil an der Feier; viele spendeten für die Hinterbliebenen. Aronheim und Lucius hielten Trauerreden.
Erwähnenswert ist noch das Fest für die Kaiserdeputation, also diejenigen Abgeordneten der Nationalversammlung, die den preußischen König 1849 für die Annahme der Kaiserkrone aufsuchten. Auf dem Weg von Frankfurt nach Berlin machten sie in Braunschweig Station. Ihr Zug fuhr unter Posaunen und Trompeten in einen mit deutschen Fahnen und Blumengewinden geschmückten Bahnhof ein. Auch die Braunschweiger Minister begrüßten sie. Es gab Festreden und ein großes Festessen, der greise Dichter und Abgeordnete Ernst Moritz Arndt wurde von Dankbezeugungen fast erdrückt.

### Vereine
In Braunschweig gab es zuvor den Bürgerverein und den Humanitätsverein. Der Bürgerverein war kurz nach der Revolution von 1830 gegründet und danach teils durch religiöse Zwietracht auch im Ausland bekannt geworden. Zu seinen Errungenschaften gehörte die Gründung einer Bürgerhülfskasse für in Not Geratene. Im Bürgerverein übten sich Bürger in öffentlicher Rede und schufen eine Versammlungsöffentlichkeit. Im Humanitätsverein diskutierte man philanthropische Vorschläge zur Besserung der sozialen Zustände, was ihn gegenüber den Polizeibehörden in Verruf gebracht hatte.
Am 27. März gründete sich der gemäßigt-liberale Vaterländische Verein. Oberlehrer David Gifhorn meinte dabei, der Verein solle keine Partei sein, sondern möglichst alle Stände vereinen. Zum Verein sollten die Höhergebildeten und Besonnenen gehören, nicht eine große Masse. Aufgaben waren eine Vermittlerrolle zwischen Volk und Regierung sowie die Aufklärung des Volkes über seine (des Volkes) gerechten Forderungen. Für mündliche Besprechungen sollten die Bürgerwehr und der Bürgerverein, schriftlich die Zeitung für das deutsche Volk dienen. Mit seinen 13 Filialvereinen wurde der Vaterlandsverein in Braunschweig ein Zentrum der konstitutionellen Liberalen in Norddeutschland und kontaktierte entsprechende Vereine in Köln, Berlin, Leipzig und anderswo, mit dem (erfolglosen) Ziel, eine nationale Partei zu gründen.
Am 28. März hielt ein Demokrat vor dem Humanitätsverein eine Rede. Er vertraute den Monarchen (außer Wilhelm) nicht und wünschte sich eine Republik. Doch es gelang ihm nicht, einen entsprechenden Verein zu gründen. Im August spalteten sich aber die Linksliberalen vom Vaterländischen Verein ab und bildeten einen Volksverein. Die Republikaner in Deutschland wollten laut Organisationsplan vom Juli 1848 in Braunschweig den Sitz für den niedersächsischen Kreisausschuss einrichten. Der Volksverein in Braunschweig konnte diese Aufgabe nicht bewältigen, aber er schloss sich bis zum 31. März dem demokratischen Zentralmärzverein an.
Im Übergang von der preußischen Unionspolitik zur reinen Reaktion fand im Juni 1850 in Braunschweig noch der dritte Demokratenkongress statt. Er sollte eine Organisation der Demokraten im nichtpreußischen Norddeutschland begründen. Wegen der staatlichen Unterdrückung konnten von 120 Eingeladenen nur etwa 40 kommen. Ein Verein zur Unterstützung der demokratischen Presse kam offensichtlich nicht zustande, die persönlichen Kontakte blieben das einzige Ergebnis des Treffens.
Ein Verein für Gehilfen, Gesellen, Arbeiter und Arbeiterfreunde, kurzzeitig auch Gesellen-Verein genannt, gründete sich am 2. Juli 1848 im Braunschweiger Lokal Stadt Bremen. Ferner kam es zu einer Maschinenstürmerei beim Bau der Neustadtmühle am Wollmarkt. Eine Maschine wurde zerstört, die zur Herstellung von Mörtel verwendet wurde, sowie eine Pumpenanlage. Elf beteiligte Bauarbeiter wurden zu insgesamt 90 Monaten Gefängnis und Zwangsarbeit verurteilt.

### Publikationen
Am 3. März 1848 bereits beschloss der Bundestag überraschend die Aufhebung der Zensur, jedoch unter der Einschränkung, dass der Missbrauch der Pressefreiheit weiterhin bekämpft werden müsse. Am 6. März erfuhr man davon in Braunschweig. Die Regierenden versuchten durch die Gründung eines geeigneten Organs den gemäßigten Liberalen eine Stimme zu geben, nicht aber den radikalen Demokraten. Der Verleger Eduard Vieweg betrieb seit dem 20. März Die Zeitung für das deutsche Volk (seit 1. Juli Deutsche Reichs-Zeitung).

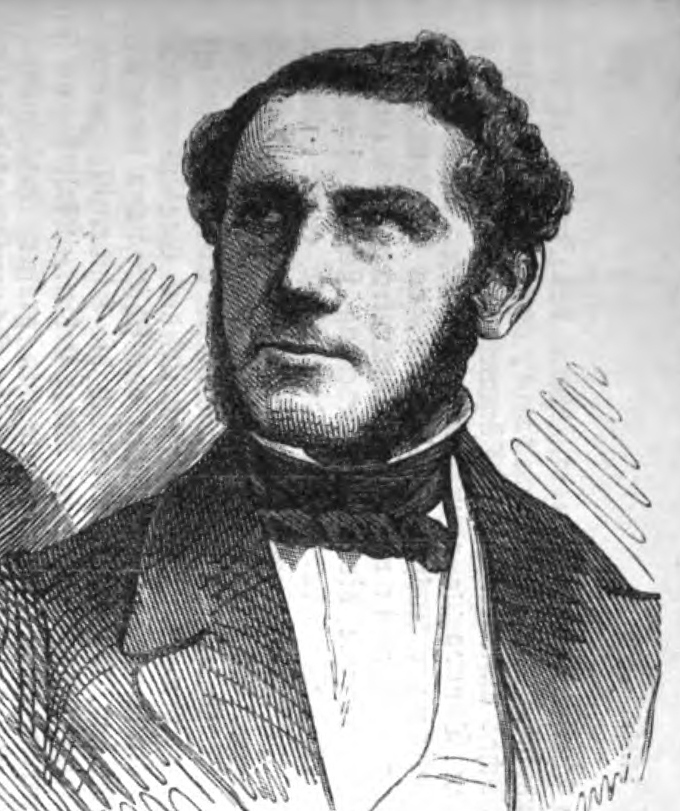
Eduard Trieps, Braunschweiger Jurist und Abgeordneter im Vorparlament und in der Nationalversammlung, hier 1862. Später wurde er Staatsminister in Braunschweig.

Die Zeitung unterstützte die Regierung in ihren ersten Wochen, so dass sie als geradezu offiziös gelten konnte. Die äußerst gemäßigte Zeitung vermied das Wort „Revolution“ und suchte einen mittleren Weg zwischen Gleichgültigkeit und Erregung; sie trat für die konstitutionelle Monarchie und ein indirektes Wahlrecht ein. Die vier Redakteure waren Eduard Trieps, Johann Wilhelm Oesterreich, Friedrich Liebe und W. Aßmann.
Eduard Heusinger publizierte seit einigen Jahren ein entschieden liberales Organ, den Allgemeinen Deutschen Volksfreund. Während der Revolution gründeten sich ferner das Tageblatt und die scharf satirischen, auf Braunschweig ausgerichteten Blätter der Zeit.
Es erschienen zahlreiche Flugschriften, darunter im März eine Broschüre „Keine Komödie mehr. Ein Zuruf an deutsche Männer“. Sie erinnerte daran, dass der preußische König noch 1847 gesagt hatte, dass er eine Verfassung ablehne. Er habe so viel Blut vergossen, dass er nicht an der Spitze Deutschland stehen dürfe. Ein weiteres Flugblatt nannte stehende Heere eine Leibgarde für die Despotie; ein auf den Landesfürsten vereidigter Soldat werde sogar auf den eigenen Vater schießen. Vor allem aber trafen revolutionäre Flugblätter von auswärts ein und wurden von Braunschweigern nachgedruckt.

## Ausblick
Der Kleinstaat Braunschweig konnte gegen den Willen von Preußen und Hannover nicht viel ausrichten. Aber in der Reaktionsära ging es hier etwas milder zu als anderswo. So wurden gemäßigte Linke wie August Hollandt und die Republikaner Lucius und Aronheim vom Volksverein nicht verfolgt. 1855 verbot das Herzogtum, das von seinen Nachbarn als Hauptsitz der Kommunisten verdächtigt wurde, einen Gesellenverein mit Sympathien für die Revolution. Von den demokratischen Publikationen der deutschen Revolutionszeit waren am längsten die Braunschweigischen Blätter der Zeit (1848–1855) übriggeblieben. Letztlich gab auch diese Publikation aus Braunschweig auf, wegen der hohen Kaution, die ein Verleger laut Bundespressegesetz von 1854 hinterlegen musste.

## Belege
1. ↑  Gerhard Schildt: Von der Restauration zur Reichsgründungszeit. In: Horst-Rüdiger Jarck, Gerhard Schildt (Hrsg.): Die Braunschweigische Landesgeschichte. Jahrtausendrückblick einer Region. Appelhans Verlag, Braunschweig 2000, S. 761.
2. ↑  Otto Böse: Die Revolution von 1848 in Braunschweig. Von den Anfängen bis zum Zusammentritt der Frankfurter Nationalversammlung am 18. Mai 1848. August Lax Verlagsbuchhandlung, Hildesheim 1948, S. 7–9.
3. ↑  Otto Böse: Die Revolution von 1848 in Braunschweig. Von den Anfängen bis zum Zusammentritt der Frankfurter Nationalversammlung am 18. Mai 1848. August Lax Verlagsbuchhandlung, Hildesheim 1948, S. 9–11, S. 13.
4. ↑  Otto Böse: Die Revolution von 1848 in Braunschweig. Von den Anfängen bis zum Zusammentritt der Frankfurter Nationalversammlung am 18. Mai 1848. August Lax Verlagsbuchhandlung, Hildesheim 1948, S. 11–13.
5. ↑  Otto Böse: Die Revolution von 1848 in Braunschweig. Von den Anfängen bis zum Zusammentritt der Frankfurter Nationalversammlung am 18. Mai 1848. August Lax Verlagsbuchhandlung, Hildesheim 1948, S. 15/16.
6. ↑  Otto Böse: Die Revolution von 1848 in Braunschweig. Von den Anfängen bis zum Zusammentritt der Frankfurter Nationalversammlung am 18. Mai 1848. August Lax Verlagsbuchhandlung, Hildesheim 1948, S. 17/18.
7. ↑  Gerhard Schildt: Von der Restauration zur Reichsgründungszeit. In: Horst-Rüdiger Jarck, Gerhard Schildt (Hrsg.): Die Braunschweigische Landesgeschichte. Jahrtausendrückblick einer Region. Appelhans Verlag, Braunschweig 2000, S. 780–782.
8. ↑  Otto Böse: Die Revolution von 1848 in Braunschweig. Von den Anfängen bis zum Zusammentritt der Frankfurter Nationalversammlung am 18. Mai 1848. August Lax Verlagsbuchhandlung, Hildesheim 1948, S. 19–21.
9. ↑  Otto Böse: Die Revolution von 1848 in Braunschweig. Von den Anfängen bis zum Zusammentritt der Frankfurter Nationalversammlung am 18. Mai 1848. August Lax Verlagsbuchhandlung, Hildesheim 1948, S. 23–25.
10. ↑  Otto Böse: Die Revolution von 1848 in Braunschweig. Von den Anfängen bis zum Zusammentritt der Frankfurter Nationalversammlung am 18. Mai 1848. August Lax Verlagsbuchhandlung, Hildesheim 1948, S. 36/37.
11. ↑  Manfred Botzenhart: Deutscher Parlamentarismus in der Revolutionszeit 1848–1850. Droste Verlag, Düsseldorf 1977, S. 279–280.
12. ↑  Manfred Botzenhart: Deutscher Parlamentarismus in der Revolutionszeit 1848–1850. Droste Verlag, Düsseldorf 1977, S. 280.
13. ↑  Manfred Botzenhart: Deutscher Parlamentarismus in der Revolutionszeit 1848–1850. Droste Verlag, Düsseldorf 1977, S. 280/281.
14. ↑  Otto Böse: Die Revolution von 1848 in Braunschweig. Von den Anfängen bis zum Zusammentritt der Frankfurter Nationalversammlung am 18. Mai 1848. August Lax Verlagsbuchhandlung, Hildesheim 1948, S. 32.
15. ↑  Otto Böse: Die Revolution von 1848 in Braunschweig. Von den Anfängen bis zum Zusammentritt der Frankfurter Nationalversammlung am 18. Mai 1848. August Lax Verlagsbuchhandlung, Hildesheim 1948, S. 41.
16. ↑  Otto Böse: Die Revolution von 1848 in Braunschweig. Von den Anfängen bis zum Zusammentritt der Frankfurter Nationalversammlung am 18. Mai 1848. August Lax Verlagsbuchhandlung, Hildesheim 1948, S. 42/43.
17. ↑  Otto Böse: Die Revolution von 1848 in Braunschweig. Von den Anfängen bis zum Zusammentritt der Frankfurter Nationalversammlung am 18. Mai 1848. August Lax Verlagsbuchhandlung, Hildesheim 1948, S. 43/44.
18. ↑  Otto Böse: Die Revolution von 1848 in Braunschweig. Von den Anfängen bis zum Zusammentritt der Frankfurter Nationalversammlung am 18. Mai 1848. August Lax Verlagsbuchhandlung, Hildesheim 1948, S. 50/51.
19. ↑  Jörg-Detlef Kühne: Die Reichsverfassung der Paulskirche. Vorbild und Verwirklichung im späteren deutschen Rechtsleben. Habil. Bonn 1983, 2. Auflage, Luchterhand, Neuwied 1998 (1985), S. 538.
20. ↑  Otto Böse: Die Revolution von 1848 in Braunschweig. Von den Anfängen bis zum Zusammentritt der Frankfurter Nationalversammlung am 18. Mai 1848. August Lax Verlagsbuchhandlung, Hildesheim 1948, S. 51/52.
21. ↑  Otto Böse: Die Revolution von 1848 in Braunschweig. Von den Anfängen bis zum Zusammentritt der Frankfurter Nationalversammlung am 18. Mai 1848. August Lax Verlagsbuchhandlung, Hildesheim 1948, S. 52–54.
22. ↑  Bernhard Kiekenap: Karl und Wilhelm. Die Söhne des Schwarzen Herzogs. Band 1, Appelhans Verlag, Braunschweig 2000, ISBN 3-930292-39-4, S. 611.
23. ↑  Heinz Kreutzmann: Liebe. Niedersächsische Landeszentrale für Heimatdienst, o. O. 1956, S. 17/18.
24. ↑  Jörg-Detlef Kühne: Die Reichsverfassung der Paulskirche. Vorbild und Verwirklichung im späteren deutschen Rechtsleben. Habil. Bonn 1983, 2. Auflage, Luchterhand, Neuwied 1998 (1985), S. 39.
25. ↑  Heinz Kreutzmann: Liebe. Niedersächsische Landeszentrale für Heimatdienst, o. O. 1956, S. 17/18.
26. ↑  Heinz Kreutzmann: Liebe. Niedersächsische Landeszentrale für Heimatdienst, o. O. 1956, S. 19.
27. ↑  Ralph Burmester: Die Streitkräfte des Herzogtums Braunschweig. Aufbau und Organisation in der Zeit des Deutschen Bundes 1815–1866. In: Braunschweigisches Jahrbuch für Landesgeschichte. Band 81 (2000), S. 144.
28. ↑  Ralph Burmester: Die Streitkräfte des Herzogtums Braunschweig. Aufbau und Organisation in der Zeit des Deutschen Bundes 1815–1866. In: Braunschweigisches Jahrbuch für Landesgeschichte. Band 81 (2000), S. 145/146.
29. ↑  Bernhard Kiekenap: Karl und Wilhelm. Die Söhne des Schwarzen Herzogs. Band 1, Appelhans Verlag, Braunschweig 2000, S. 631.
30. ↑  Heinz Kreutzmann: Liebe. Niedersächsische Landeszentrale für Heimatdienst, o. O. 1956, S. 23–25.
31. ↑  Bernhard Kiekenap: Karl und Wilhelm. Die Söhne des Schwarzen Herzogs. Band 1, Appelhans Verlag, Braunschweig 2000, S. 648, S. 651.
32. ↑  Bernhard Mann: Das Ende der Deutschen Nationalversammlung im Jahre 1849. In: Historische Zeitschrift. Band 214, Heft 2, April 1972, S. 298.
33. ↑  Bernhard Kiekenap: Karl und Wilhelm. Die Söhne des Schwarzen Herzogs. Band 1, Appelhans Verlag, Braunschweig 2000, S. 649.
34. ↑  Heinz Kreutzmann: Liebe. Niedersächsische Landeszentrale für Heimatdienst, o. O. 1956, S. 27/28.
35. ↑  Bernhard Kiekenap: Karl und Wilhelm. Die Söhne des Schwarzen Herzogs. Band 1, Appelhans Verlag, Braunschweig 2000, S. 651.
36. ↑  Jochen Lengemann: Das Deutsche Parlament (Erfurter Unionsparlament) von 1850: ein Handbuch: Mitglieder, Amtsträger, Lebensdaten, Fraktionen. Urban & Fischer, Jena, München 2000, S. 355, S. 357/358.
37. ↑  Jochen Lengemann: Das Deutsche Parlament (Erfurter Unionsparlament) von 1850: ein Handbuch: Mitglieder, Amtsträger, Lebensdaten, Fraktionen. Urban & Fischer, Jena, München 2000, S. 359.
38. ↑  Heinz Kreutzmann: Liebe. Niedersächsische Landeszentrale für Heimatdienst, o. O. 1956, S. 28.
39. ↑  Heinz Kreutzmann: Liebe. Niedersächsische Landeszentrale für Heimatdienst, o. O. 1956, S. 30–33.
40. ↑  Bernhard Kiekenap: Karl und Wilhelm. Die Söhne des Schwarzen Herzogs. Band 1, Appelhans Verlag, Braunschweig 2000, S. 616.
41. ↑  Otto Böse: Die Revolution von 1848 in Braunschweig. Von den Anfängen bis zum Zusammentritt der Frankfurter Nationalversammlung am 18. Mai 1848. August Lax Verlagsbuchhandlung, Hildesheim 1948, S. 18/19.
42. ↑  Eduard Heusinger: Braunschweig in seiner Beteiligung an der deutschen Volkserhebung. Rückblicke und Zeitbilder. Friedrich Otto, Braunschweig 1849, S. 153/154.
43. ↑  Bernhard Kiekenap: Karl und Wilhelm. Die Söhne des Schwarzen Herzogs. Band 1, Appelhans Verlag, Braunschweig 2000, S. 608/609.
44. ↑  Otto Böse: Die Revolution von 1848 in Braunschweig. Von den Anfängen bis zum Zusammentritt der Frankfurter Nationalversammlung am 18. Mai 1848. August Lax Verlagsbuchhandlung, Hildesheim 1948, S. 40/41.
45. ↑  Eduard Heusinger: Braunschweig in seiner Beteiligung an der deutschen Volkserhebung. Rückblicke und Zeitbilder. Friedrich Otto, Braunschweig 1849, S. 103–106.
46. ↑  Eduard Heusinger: Braunschweig in seiner Beteiligung an der deutschen Volkserhebung. Rückblicke und Zeitbilder. Friedrich Otto, Braunschweig 1849, S. 233/234.
47. ↑  Eduard Heusinger: Braunschweig in seiner Beteiligung an der deutschen Volkserhebung. Rückblicke und Zeitbilder. Friedrich Otto, Braunschweig 1849, S. 132/133.
48. ↑  Otto Böse: Die Revolution von 1848 in Braunschweig. Von den Anfängen bis zum Zusammentritt der Frankfurter Nationalversammlung am 18. Mai 1848. August Lax Verlagsbuchhandlung, Hildesheim 1948, S. 28/29.
49. ↑  Manfred Botzenhart: Deutscher Parlamentarismus in der Revolutionszeit 1848–1850. Droste Verlag, Düsseldorf 1977, S. 384.
50. ↑  Otto Böse: Die Revolution von 1848 in Braunschweig. Von den Anfängen bis zum Zusammentritt der Frankfurter Nationalversammlung am 18. Mai 1848. August Lax Verlagsbuchhandlung, Hildesheim 1948, S. 29/30.
51. ↑  Otto Böse: Die Revolution von 1848 in Braunschweig. Von den Anfängen bis zum Zusammentritt der Frankfurter Nationalversammlung am 18. Mai 1848. August Lax Verlagsbuchhandlung, Hildesheim 1948, S. 39.
52. ↑  Manfred Botzenhart: Deutscher Parlamentarismus in der Revolutionszeit 1848–1850. Droste Verlag, Düsseldorf 1977, S. 357, S. 384, S. 403.
53. ↑  Manfred Botzenhart: Deutscher Parlamentarismus in der Revolutionszeit 1848–1850. Droste Verlag, Düsseldorf 1977, S. 384.
54. ↑  Bernhard Kiekenap: Karl und Wilhelm. Die Söhne des Schwarzen Herzogs. Band 1, Appelhans Verlag, Braunschweig 2000, ISBN 3-930292-39-4, S. 611.
55. ↑  Otto Böse: Die Revolution von 1848 in Braunschweig. Von den Anfängen bis zum Zusammentritt der Frankfurter Nationalversammlung am 18. Mai 1848. August Lax Verlagsbuchhandlung, Hildesheim 1948, S. 14/15.
56. ↑  Otto Böse: Die Revolution von 1848 in Braunschweig. Von den Anfängen bis zum Zusammentritt der Frankfurter Nationalversammlung am 18. Mai 1848. August Lax Verlagsbuchhandlung, Hildesheim 1948, S. 38/39.
57. ↑  Siehe Bernhard Kiekenap: Karl und Wilhelm. Die Söhne des Schwarzen Herzogs. Band 1, Appelhans Verlag, Braunschweig 2000, ISBN 3-930292-39-4, S. 620.
58. ↑  Otto Böse: Die Revolution von 1848 in Braunschweig. Von den Anfängen bis zum Zusammentritt der Frankfurter Nationalversammlung am 18. Mai 1848. August Lax Verlagsbuchhandlung, Hildesheim 1948, S. 30.
59. ↑  Bernhard Kiekenap: Karl und Wilhelm. Die Söhne des Schwarzen Herzogs. Band 1, Appelhans Verlag, Braunschweig 2000, ISBN 3-930292-39-4, S. 620.
60. ↑  Otto Böse: Die Revolution von 1848 in Braunschweig. Von den Anfängen bis zum Zusammentritt der Frankfurter Nationalversammlung am 18. Mai 1848. August Lax Verlagsbuchhandlung, Hildesheim 1948, S. 26.
61. ↑  Gerhard Schildt: Von der Restauration zur Reichsgründungszeit. In: Horst-Rüdiger Jarck, Gerhard Schildt (Hrsg.): Die Braunschweigische Landesgeschichte. Jahrtausendrückblick einer Region. Appelhans Verlag, Braunschweig 2000, S. 782.
62. ↑  Wolfram Siemann: 1848/49 in Deutschland und Europa. Ereignis, Bewältigung, Erinnerung. Schöningh, Paderborn u. a. 2006, S. 194/195.